# Dorfkirche Wilmersdorf (Pritzwalk)

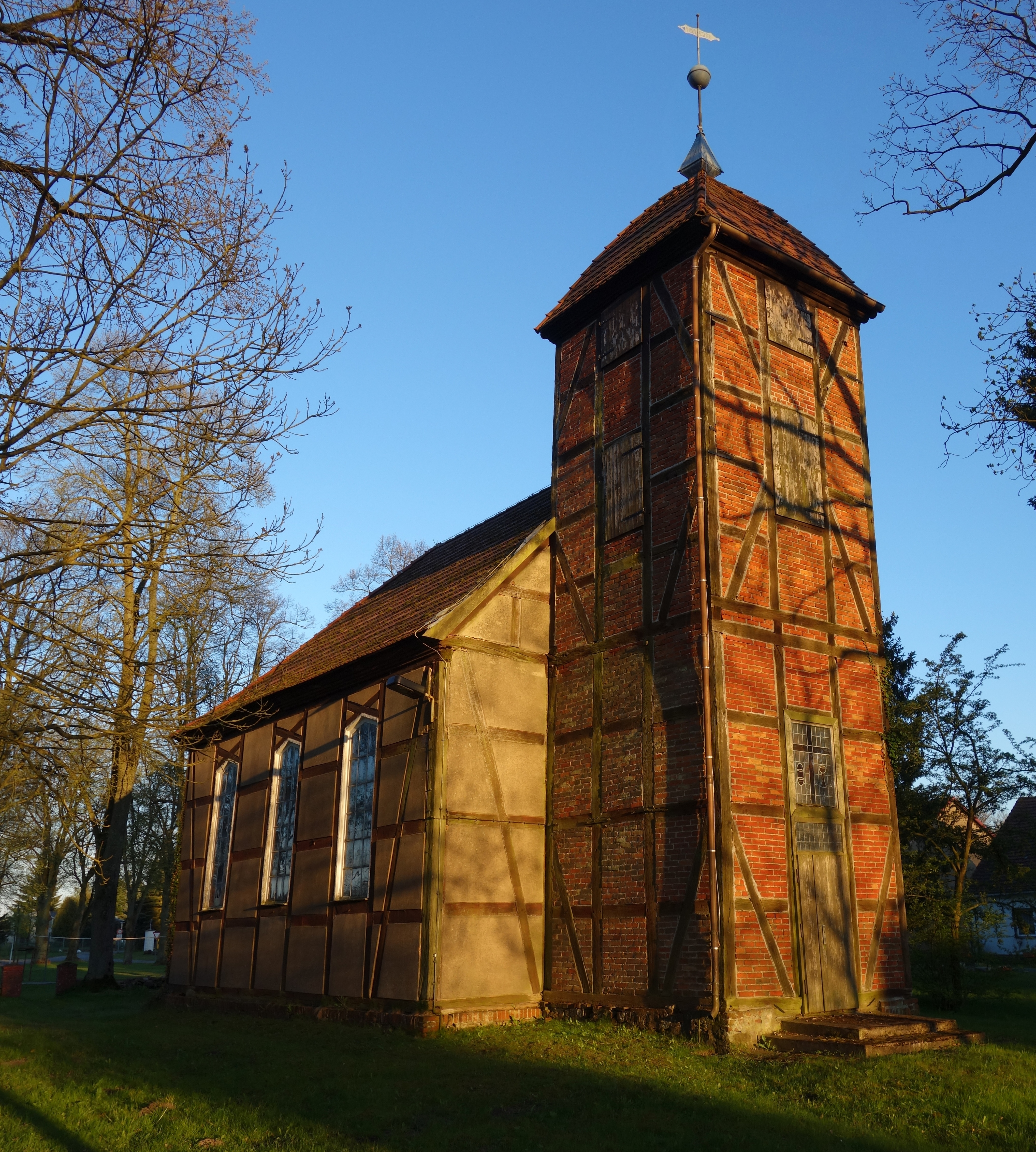
Dorfkirche in Wilmersdorf

Die evangelische Dorfkirche Wilmersdorf ist eine Saalkirche in Wilmersdorf, einem Ortsteil der Stadt Pritzwalk im brandenburgischen Landkreis Prignitz. Die Kirchengemeinde gehört dem Pfarrsprengel Heiligengrabe im Kirchenkreis Prignitz der Evangelischen Kirche Berlin-Brandenburg-schlesische Oberlausitz an. Das Gebäude steht unter Denkmalschutz.

## Baubeschreibung
Die Fachwerkkirche wurde im Jahr 1812 anstelle des im Jahr 1811 abgebrannten Vorgängerbaus errichtet. Das Gebäude verfügt über bauzeitliche große Fenster und ein abgewalmtes Dach. Der quadratische Westturm ist ebenfalls aus Fachwerk und besitzt ein sanft geschwungenes Pyramidendach sowie eine Wetterfahne aus dem Jahr 1813.
Im Inneren der Kirche befinden sich eine dreiseitige Empore und ein Kanzelaltar, die beide aus der Hälfte des 19. Jahrhunderts stammen. Die Orgel wurde im Jahr 1988 von der Mitteldeutschen Orgelbauanstalt Voigt aus Bad Liebenwerda gebaut.